# Samuel Juda Oppenheim
Samuel Juda Oppenheim (Nieuweschans, 15 juli 1788 – Groningen, 30 maart 1873) was een Nederlands koopman en een vooraanstaand lid van de joodse gemeenschap. Kunstschilder Jozef Israëls, die ook uit de joodse gemeenschap van Groningen afkomstig was, maakte twee schilderijen van hem en zijn tweede vrouw. De pendanten maken dankzij een legaat van mr. Nico Polak sinds 2013 deel uit van de collectie van het Groninger Museum.

## Geschiedenis

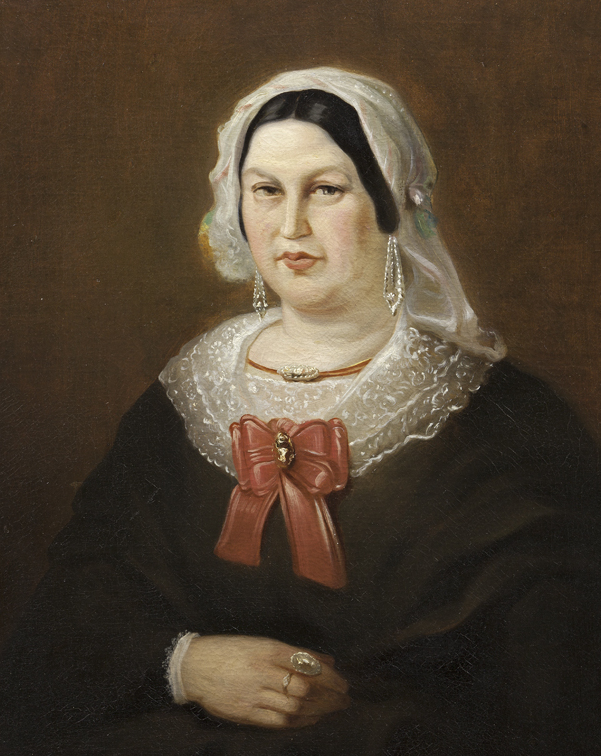
Portret van Reintje Abrahams Oppenheim-van Raalte, zijn tweede echtgenote (Jozef Israëls/Groninger Museum)

Samuel Juda Oppenheim werd op 15 juli 1788 in Nieuweschans geboren als zoon van Juda Gerson Oppenheim, die in 1802 als parnassim van de joodse gemeente daar een woonhuis aankocht, dat later tot de synagoge van Nieuweschans werd omgebouwd. Hij trouwde in 1811 met Roosje Abraham Wijnberg uit Oude Pekela, dochter van een vermogend Pekelder Jood, en kreeg twaalf kinderen met haar. Na haar overlijden hertrouwde Oppenheim in 1827 in Zwolle met Reintje Abrahams van Raalte, met wie hij nog drie kinderen kreeg.
Oppenheim vestigde zich na zijn eerste huwelijk in Oude Pekela waar hij koopman was in honing, koffie en kaarsen, splitter van staatsloten en aandelen bezat in de Veenkoloniale zeevaart. Ook had hij binnen de joodse gemeenschap van Oude Pekela verschillende bestuursfuncties. Nadat hij in 1833 naar Groningen verhuisde gingen de zaken door en kwam daar in 1843 een drukkerij bij. Hij was daarnaast ook bestuurlijk actief bij de Groninger synagoge. Oppenheim woonde onder andere bij de Akerk en Korenbeurs en had zijn kantoor aan de Oude Ebingestraat.
Verschillende van zijn kinderen en kleinkinderen werden ook succesvol in Groningen en daarbuiten. Zo was zijn zoon Izak Oppenheim de oprichter van de Groninger drukkerij I. Oppenheim en daarmee ook van het Dagelijksch Nieuws- en Advertentieblad, ochtendblad voor de Noordelijke Provinciën, dat vanaf 1911 als het Groninger Dagblad uitgegeven zou worden. De uitgeverij werd later voortgezet door kleinzoon Herman Isidor Oppenheim. Zijn andere zoon, Urie Oppenheim, was de oprichter van de Oppenheimbank. Kleinzoon Jacques Oppenheim, een zoon van Urie, werd rechtsgeleerde en was lid van de Raad van State.   
Reintje Abrahams Oppenheim-van Raalte overleed in 1858 na een langdurig ziekbed in Hamburg. Samuel Juda Oppenheim overleed op 30 maart 1873 in Groningen op 85-jarige leeftijd. Hij werd begraven op het joodse deel van de Noorderbegraafplaats.